# Yendia thrymmatoptera
Yendia thrymmatoptera är en insektsart som först beskrevs av Karsch 1893.  Yendia thrymmatoptera ingår i släktet Yendia och familjen gräshoppor. Inga underarter finns listade i Catalogue of Life.